# Som 27 i més
Som 27 i més és un col·lectiu que defensa els 27 detinguts acusats d'ocupar el rectorat de la UAB l'abril de 2013, pels quals la Fiscalia ha demanat penes d'11 a 14 anys de presó i multes de 9500 €.
El 17 d'abril de 2013, uns 200 estudiants de la Universitat Autònoma de Barcelona van ocupar-ne el rectorat. Convocats per la Plataforma Unitària en Defensa de la Universitat Pública (PUDUP), els manifestants van entrar per reclamar el compliment de les mocions aprovades en el claustre de la universitat així com per evitar l'augment de les taxes universitàries.